# Star Wars: Knights of the Old Republic II – The Sith Lords
Star Wars: Knights of the Old Republic II – The Sith Lords – komputerowa gra fabularna osadzona w świecie Gwiezdnych wojen, stworzona przez Obsidian Entertainment i wydana przez LucasArts 6 grudnia 2004 na Xboxa oraz 8 lutego 2005 na komputery osobiste. Jest kontynuacją gry Star Wars: Knights of the Old Republic.
Redakcja serwisu Gry-Online w 2014 roku przyznała Star Wars: Knights of the Old Republic II – The Sith Lords 50. miejsce na liście najlepszych gier cRPG wszech czasów.

## Fabuła

### Wprowadzenie
Fabuła gry rozgrywa się ok. 4 tys. lat BBY. Gracz wciela się w Wygnaną Jedi, postać wykluczoną z Zakonu Jedi za przyłączenie się do Dartha Revana i Dartha Malaka i udział w wojnach mandaloriańskich.
Po zwycięstwie nad Mandalorianami na Malachorze, siły Revana przestają służyć Republice. Wygnana jako jedyna powraca, by stanąć przed Radą Jedi i odpowiedzieć za swoje postępowanie. W wyniku tego spotkania, jak również w wyniku traumy wojennej, udaje się na dobrowolne wygnanie.
W tym czasie, na skutek walk pomiędzy dowodzonymi przez Revana a następnie Malaka Sithami a Jedi (tzw. wojna domowa Jedi), Zakon zostaje niemal całkowicie zniszczony.
Sithowie wierzą, że postać gracza jest ostatnim pozostałym przy życiu Jedi.

### Fabuła gry
Gra rozpoczyna się na stacji górniczej – planetoidzie Peragus II, gdzie po ataku trafia zniszczony statek Mroczny Jastrząb. Z załogi ocalały jedynie dwie osoby: Wygnana Jedi – postać gracza, która cierpi na zaniki pamięci – oraz Kreia, a także robot T3-M4. Po przybyciu na planetę gracz odkrywa, iż niemal cała załoga Peragus II została zamordowana, prawdopodobnie przez droidy, które ktoś przeprogramował tak, by zabijały ludzi. Jedynym ocalałym jest uwięziony pilot Atton Rand, który po uwolnieniu pomaga Wygnanej w wydostaniu się z Peragusa II. W czasie, gdy postać gracza stara się dostać do statku, na którego pokładzie będzie mogła opuścić planetę, na Peragus II pojawia się okręt zdominowany przez Sithów. Wtedy to po raz pierwszy gracz musi zmierzyć się z Zabójcami Sith, również wtedy poznaje jednego z głównych przeciwników w grze – Dartha Siona. W pojedynku z nim Kreia traci rękę. Postać gracza również odczuwa tę stratę, co prowadzi do odkrycia specyficznej więzi Mocy między Kreią i Wygnaną – pozwalającej im między innymi na ułatwiony kontakt telepatyczny oraz współdzielenie efektów niektórych mocy działających na jedną z osób.
Podczas ucieczki na pokładzie Mrocznego Jastrzębia (ang. Ebon Hawk) postać gracza ratuje się skokiem w nadprzestrzeń przed ogromnym wybuchem, niszczącym całą planetę.
Po dotarciu na planetę Telos, cała drużyna zostaje zatrzymana i oskarżona o zniszczenie Peragus II. Na Telos głównym zadaniem gracza jest odnalezienie statku, na pokładzie którego będzie w stanie opuścić stację. W trakcie poszukiwań odnajduje dawnego podwładnego z okresu wojen mandaloriańskich – Bao-Dura, a także Jedi Atris, ukrywającą się w przekonaniu, że jest ostatnią żyjącą Jedi. Podczas pobytu w kryjówce Atris postać gracza odnajduje swojego robota – T3-M4, któremu udało się zdobyć nagranie z chwili, kiedy główna bohaterka została wykluczona z Zakonu Jedi. Droid przechowuje również listę mistrzów Jedi, którzy być może wciąż pozostali przy życiu, rozproszeni po planetach galaktyki.
W trakcie gry gracz swoim postępowaniem opowiada się za Jasną lub Ciemną Stroną Mocy, wpływając tym samym na niektóre elementy fabuły. Staje też przed wyborem klasy prestiżowej: będzie mógł zostać Mistrzem Jedi, Klucznikiem lub Szermierzem (Jasna Strona) lub Lordem Sithów, Zabójcą, czy też Niszczycielem (Ciemna Strona).

## Postacie występujące w grze
Postacie tworzące drużynę:
- Wygnana Jedi – postać gracza.

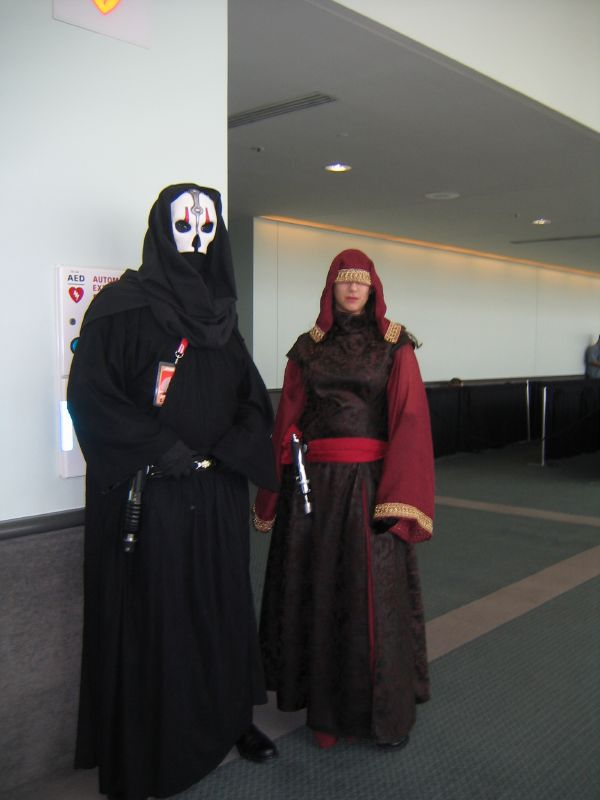
Cosplayerzy wcielający się w bohaterów gry – Dartha Nihilusa (po lewej) i Visas (po prawej)

- Kreia - kobieta, rycerz Jedi. Główna bohaterka spotyka ją na początku gry na planetoidzie Peragus II. Przez większość gry towarzyszy Wygnanej Jedi będąc jej mentorem wprowadzającym ją w nieznane wcześniej przez Wygnaną tajniki mocy.
- Visas Marr – przedstawicielka rasy Miraluka pochodząca z planety Katarr. Uważana za Mroczną Jedi, była uczennicą Lorda Sithów, Dartha Nihilusa, odpowiedzialnego za zniszczenie jej rodzinnej planety. W walce posługiwała się mieczem świetlnym.
W grze główna bohaterka spotyka ją na pokładzie Mrocznego Jastrzębia, dokąd dzięki Mocy trafiła w pogoni za Wygnaną Jedi (na statku pojawia się przy zbliżeniu gracza za bardzo do którejś strony Mocy). Początkowo Visas spróbuje zabić postać gracza, jednak gdy zostanie pokonana, ofiaruje jej swoje życie i przyłącza się do drużyny. W zależności, jaką ścieżką będzie gracz kroczył – Visas może niechętnie służyć z obowiązku lub nawet zakochać się w głównym bohaterze (w przypadku wybrania przez gracza postaci męskiej – wersja niekanoniczna).
- Atton Rand – człowiek, mężczyzna. Przyłączył się do Revana podczas wojen mandaloriańskich. Trwał przy Revanie kiedy obrócił się przeciwko Republice. Pomagał on Revanowi łapać Jedi, aż do czasu kiedy pewna Jedi pokazała mu moc. Uciekł on wtedy na Nar Shaddaa i zapomniał o mocy.
- Bao-Dur – Brał czynny udział w wojnach mandaloriańskich. Wziął udział między innymi w bitwie o Malachor V, w czasie której stracił rękę. Następnie pracował podczas rekultywacji Telos, gdzie napotkała go Wygnana Jedi. Był świetnym mechanikiem. Zbudował zdalniaka, który służył mu przez wiele lat. Należał do rasy Zabrak (tej samej co Darth Maul).
- Handmaiden – należy do wojowniczej rasy Echani. Handmaiden na początku gry nie podaje swego prawdziwego imienia, uważając je za mało istotne, gdyż dla Echani najważniejszą miarą była umiejętność walki. Jednakże po konfrontacji gracza z Atris na Telos wyjawia mu, że jej imię brzmi Brianna. Ukrywa się wraz z wieloma innymi wojowniczkami Echani oraz mistrzynią Jedi Atris na biegunie polarnym planety Telos, w tajemnej Akademii Jedi przed dwoma Lordami Sithów – Darth Nihilusem i Darth Sionem, którzy polują i zabijają Jedi i ich wszelkich zwolenników.
Jeżeli w grze gracz wybierze mężczyznę jako głównego bohatera, wówczas Handmaiden zakradnie się na pokład Mrocznego Jastrzębia i wyruszy z nim i resztą drużyny na poszukiwanie pozostałych Mistrzów Jedi.
Ma białe włosy i niebieskie oczy. Głos podłożyła jej Grey DeLisle.
- Disciple – człowiek, mężczyzna. Dołącza do drużyny gracza tylko podczas gry postacią płci żeńskiej. Wygnana spotyka go w ruinach świątyni Jedi na Dantooine. Przedstawia się on jako historyk lecz jest on także adeptem Jedi (uczył się w akademii).
- G0-T0 – droid – przywódca lokalnego Kantoru na Nar Shadaa. Jest on pewnego rodzaju patriotą. Pojmuje wygnańca w celu prośby o naprawienie galaktyki i ustabilizowanie jej.
- Hanharr – Wookiee rasy męskiej. Pojawia się podczas gry po Ciemnej Stronie. Ma on dług życia do Miry, która uratowała go od śmierci. Ciągle próbuje ją zabić.
- Mira – łowczyni nagród. Do głównej bohaterki gry może dołączyć, gdy ta znajduje się po jasnej stronie Mocy. Kobieta pracowała na własną rękę jako łowczyni nagród. Przeszukiwała terytoria Republiki i Zewnętrznych Rubieży w poszukiwaniu ofiar i kredytów. Napędzana chęcią zdobycia gotówki, była jednak daleka zabijaniu swoich kontraktów. W przeszłości zabijała tylko we własnej obronie – i nawet wtedy robiła to niechętnie.
Wyglądała na łatwą do pokonania, ale tak naprawdę była zaopatrzona w broń specyficzną dla łowców nagród, podobną do tej, jaką używał Boba Fett w filmach. Jest ona mandalorianką i straciła rodzinę podczas wojen mandaloriańskich. Miała czerwone włosy i brązowe oczy. Głosu postaci użyczyła Emily Berry.